# Pfälzische T 2.II
Die T 2.II der Pfalzbahn waren Naßdampf-Tenderlokomotiven für den leichten Nebenbahndienst.

## Beschaffung u. Verbleib
Sie wurden für die 1883 eröffnete Lautertal-Strecke zwischen Kaiserslautern und Lauterecken in den Jahren 1883 und 1884 bei der Maschinenbau-Gesellschaft Karlsruhe angeschafft. Die Lokomotiven erhielten bei der MBK für die Loks VII bis IX die Fabriknummern 1081 bis 1083 sowie für die 1884 beschaffte Lok X die Nummer 1123. Bei der Nummernvergabe kam es zu einer Doppelbelegung der Betriebsnummern VII und VIII die zuvor an zwei Schiffsbrücken-Lokomotiven der Type Pfälzische T 2.I vergeben waren.
Da die Leistung der Lokomotiven zu schwach waren für die betrieblichen Anforderungen der Strecke wurden sie 1908 an die Firma Cranz in Saarbrücken verkauft. Sie wurden durch vier Lokomotiven der Type T 4II ersetzt.

## Beschreibung
Der Wasserkasten lag zwischen den Blechrahmen, auf dem Kessel befanden sich der Dampfdom, der Sanddom sowie ein Ramsbottom-Sicherheitsventil.